# Bezirk Dolina
Bezirk Dolina – dawny powiat (Bezirk) kraju koronnego Królestwo Galicji i Lodomerii, funkcjonujący w latach 1854–1867. Siedzibą starostwa było miasto Dolina.

## Historia
Bezirk Dolina utworzono w ramach reformy uwłaszczeniowej z okresu Wiosny Ludów (1848–1849), która likwidowała jurysdykcję właściciela ziemskiego nad poddanymi. W Galicji, dominium – jako podstawowa jednostka administracyjna i filar systemu feudalnego straciło rację bytu. Konieczne stało się zatem wprowadzenie nowego systemu administracyjnego, którego zręby powstały w latach 1851–1855. Nowy trójstopniowy podział administracyjny objął 21 cyrkułów (niem. Kreise), 179 małych powiatów (niem. Bezirke) i ponad 6000 gmin (niem. Gemeinde).
Bezirk Dolina objął obszar o wielkości 20,9 mil², zamieszkany przez 23.326 ludzi i podzielony na 30 gmin katastralnych, w tym jedno miasto (Dolina). Był to największy a zarzaem najrzadziej zaludniony Bezirk w całej Galicji pod względem powierzchni. Wszedł w skład cyrkułu stryjskiego, jako jeden z jego dziewięciu powiatów. Był to region górski, graniczący na południu z Zalitawią.
Po nadaniu Galicji autonomii oraz powołaniu samorządu gminnego i powiatowego w 1865 zlikwidowano cyrkuły (Kreise). Dotychczasowe małe powiaty (Bezirke) w liczbie 179, utrzymały się do 1867 roku, kiedy to w następstwie kolejnej reformy administracyjnej (23 stycznia 1867) zostały zastąpione przez 74 większych powiatów. Obszar zniesionego Bezirk Dolina wszedł wtedy w całości w skład nowego powiatu dolińskiego. 1 sierpnia 1878 gminę Bołochów przeniesiono do powiatu kałuskiego.

## Podział administracyjny (1854)
| Lp. | Gmina jednostkowa                          | Powierzchnia | Ludność | Powiat w 1867 po zniesieniu |
| --- | ------------------------------------------ | ------------ | ------- | --------------------------- |
| 1   | Dolina (M)                                 | 144000       | 5215    | doliński                    |
| 2   | Turza Gniła                                | 144000       | 134     | doliński                    |
| 3   | Bołochów                                   | 144000       | 314     | doliński                    |
| 4   | Grabów                                     | 144000       | 743     | doliński                    |
| 5   | Jakubów                                    | 144000       | 413     | doliński                    |
| 6   | Jaworów                                    | 144000       | 251     | doliński                    |
| 7   | Iłemnia                                    | 144000       | 533     | doliński                    |
| 8   | Kalna                                      | 144000       | 390     | doliński                    |
| 9   | Kniażołuka z Debełówką                     | 144000       | 1123    | doliński                    |
| 10  | Lipowica                                   | 144000       | 469     | doliński                    |
| 11  | Łopianka                                   | 144000       | 891     | doliński                    |
| 12  | Mizuń                                      | 144000       | 1673    | doliński                    |
| 13  | Nadziejów z Hoffnungsau                    | 144000       | 1073    | doliński                    |
| 14  | Nowosielica Szlachecka i Mała              | 144000       | 432     | doliński                    |
| 15  | Nowoszyn                                   | 144000       | 533     | doliński                    |
| 16  | Rachin                                     | 144000       | 655     | doliński                    |
| 17  | Raków                                      | 144000       | 794     | doliński                    |
| 18  | Słoboda Dolińska                           | 144000       | –       | doliński                    |
| 19  | Sołuków                                    | 144000       | 460     | doliński                    |
| 20  | Strutyn Niżny                              | 144000       | 1277    | doliński                    |
| 21  | Trościaniec                                | 144000       | 674     | doliński                    |
| 22  | Turza Wielka                               | 144000       | 1337    | doliński                    |
| 23  | Suchodół                                   | 144000       | 465     | doliński                    |
| 24  | Lolin                                      | 65500        | 495     | doliński                    |
| 25  | Ludwikówka                                 | 65500        | 155     | doliński                    |
| 26  | Niagryn                                    | 65500        | 195     | doliński                    |
| 27  | Pacyków                                    | 65500        | 295     | doliński                    |
| 28  | Seneczów                                   | 65500        | 641     | doliński                    |
| 29  | Wyszków                                    | 65500        | 298     | doliński                    |
| 30  | Wełdzirz, Angelówka, Maxymówka i Teresówka | 65500        | 1398    | doliński                    |

Objaśnienie:
(M) = miasto; (m) = miasteczko